# TTC Middelburg
TTC Middelburg is een tafeltennisvereniging uit de Zeeuwse hoofdstad Middelburg. TTC Middelburg ontstond in 2004 uit een fusie tussen landskampioen 2000 bij de mannen  't Zand en Middelburg-Zuid.

## Glorietijd van 't Zand
Voor de fusie die tot TTC Middelburg leidde, speelde 't Zand mee in de eredivisie voor mannen. In het seizoen 1997-1998 promoveerde 't Zand in de najaarscompetitie naar de eredivisie. In 1999 werd de club herfstkampioen door Lelystad in de najaarsfinale te verslaan. Vervolgens wonnen de Zeeuwen in het voorjaar van 2000 de algehele titel van Nederland door voorjaarskampioen Feijenoord van Teylingen te verslaan. Na het behalen van de landstitel vertrokken de belangrijke spelers van 't Zand, waaronder de sterspeler Kalun Yu, die in de Duitse Bundesliga ging spelen. Hierdoor kon er geen eredivisie waardig team meer op de been gebracht worden en besloot 't Zand na twee volledige seizoenen in de eredivisie vrijwillig naar de eerste divisie te degraderen.

## Gloriejaar van Middelburg-Zuid
Het jongensteam van Middelburg-Zuid werd in 1974 Nederlands kampioen. Het bleek de enige nationale titel van Middelburg-Zuid.

## Erelijst
Mannen
- Kampioen van Nederland: (1x) 2000 (als 't Zand)

Jongens
- Kampioen van Nederland: (1x) 1974 (als Middelburg-Zuid)